# Izo FitzRoy
Pour les articles homonymes, voir Fitzroy.
Izo FitzRoy, née Isobel FitzRoy à Londres, est une chanteuse, auteure-compositrice-interprète et pianiste britannique.

## Biographie

### Jeunesse et débuts
Izo FitzRoy naît à Londres dans une famille catholique. Elle est la cadette d'une famille de cinq enfants. Elle commence le piano à l'âge de sept ans - son grand-père était pianiste de jazz - et écoute beaucoup Bill Withers, Otis Redding, James Brown et Janis Joplin,.
À 19 ans, Izo FitzRoy intègre en tant que chanteuse de gospel le Soul Sanctuary Gospel Choir (en) de Londres puis créé le Great Sea Gospel Choir. La chanteuse accompagne également différents groupes comme le St Joan of Arc' Gospel Choir. Elle suit des études à l'Université de Glasgow puis écrit ses premières chansons avec des textes comiques qu'elle enregistre sur quelques EPs,. 
Elle part vivre quelque temps à La Nouvelle-Orléans où elle chante notamment avec Jon Cleary et son groupe The Absolute Monster Gentlemen. Izo FitzRoy ne se considère pas comme particulièrement religieuse mais explique sa passion pour le gospel dans une interview en 2020 : « le gospel consiste à chanter pour quelque chose de plus grand que soi. Cela vous sort de la routine quotidienne et vous rend plein d’espoir et de gratitude ».

### Carrière
En 2017, Izo FitzRoy sort l'album Skyline. Produit par Dr. Rubberfunk, pour Radio France, l'album soul, funk emprunt également de blues et de gospel a pour thèmes notamment l’Ouragan Katrina et la xénophobie. Pour le magazine Soul Bag, la chanteuse est l'une des révélations de l'année ainsi que son concert au Divan du Monde,.
En 2020, Izo FitzRoy édite son deuxième album How The Mighty Fall enregistré entre Paris, Londres et Sheffield. Elle s'entoure des producteurs Dimitri from Paris, Shawn Lee et des orchestres Haggis Horns et Soul Sanctuary Gospel Choir. Comparée notamment à Janis Joplin, la voix de la chanteuse s'étend d'une octave après une opération des cordes vocales. Ecrit après une rupture amoureuse, l'album évoque davantage des sujets plus personnels comme les problèmes de communication. Pour Sylvain Siclier du Monde, cet album est moins classique que le précédent car la chanteuse s'accompagne également de section de vents, de chœurs et de cordes et tente même une incursion vers le disco,. Izo FitzRoy est finaliste du Prix Soul de l'Académie du jazz. 
En 2023, elle sort son troisième album A Good Woman produit par Oscar De Jong du groupe électronique néerlandais Kraak & Smaak. Pour Jazz Radio, l'album « est en partie autobiographique et questionne sur la place de la femme dans une société dirigée par les hommes ». Pour Arnaud Quittelier de RTBF, Izo FitzRoy est « l’une des voix les plus reconnaissables de la modern soul anglaise ». Pour Guillaume Duvivier de Radio Nova, l'album est « un retour aux origines religieuses de la soul » dans lequel la chanteuse détourne des thèmes du catéchisme vers  l’émancipation féminine. Le titre God Gets A Little Busy Sometimes est inspiré du meurtre de Sarah Everard par un policier à Londres dans lequel Izo FitzRoy évoque la peur que ressentent les femmes au quotidien.

## Discographie
- 2017 : Skyline
- 2020 : How The Mighty Fall
- 2023 : A Good Woman

## Distinctions
- Académie du jazz 2020 : Finaliste du Prix Soul pour How The Mighty Fall